# Syzeuctus maculipennis
Syzeuctus maculipennis är en stekelart som först beskrevs av Costa 1883.  Syzeuctus maculipennis ingår i släktet Syzeuctus och familjen brokparasitsteklar. Inga underarter finns listade i Catalogue of Life.